# Côm Trung Quốc
Côm Trung Quốc (danh pháp khoa học: Elaeocarpus chinensis) là một loài thực vật có hoa trong họ Côm. Loài này được (Gardner & Champ.) Hook.f. ex Benth. mô tả khoa học đầu tiên năm 1861.